# 황위런
황위런(중국어 정체자: 黃鈺仁, 간체자: 黄钰仁, 병음: Huáng Yùrén, 한자음: 황옥인, 1997년 6월 9일~)은 중화민국의 태권도 선수이다. 2020년 하계 올림픽에서 남자 페더급에 참가했고 세계 선수권 대회에서 은메달 1개, 아시안 게임에서 은메달 1개, 아시아 선수권 대회에서 동메달 1개를 획득했다.